# Пономарёв, Алексей Филиппович
Алексе́й Фили́ппович Пономарёв (21 августа 1930, с. Красный Октябрь, Центрально-Чернозёмная область — 20 января 2002, Белгород) — советский партийный и государственный деятель.
Первый секретарь Белгородского обкома КПСС (1983—1991), председатель Белгородского областного Совета народных депутатов (1990—1991).

## Биография
Родился 21 августа 1930 года.
Среднее образование получил в Октябрьской средней общеобразовательной школе Белгородского района. Окончил Харьковский институт механизации и электрификации сельского хозяйства в 1954 году. Кандидат сельскохозяйственных наук.
Трудовую деятельность начал в 1954 году, работая главным инженером Черкасской МТС. Затем стал директором этой МТС. Впоследствии работал директором Томаровской МТС и РТС.
С февраля 1961 года являлся председателем Томаровского райисполкома, с сентября 1961 — первым секретарём Томаровского райкома партии.
С декабря 1962 по 1965 год был начальником Борисовского производственного колхозно-совхозного управления, с 1965 — начальником Белгородского областного управления сельского хозяйства.
В феврале 1972 года избран заместителем, а затем и первым заместителем председателя Белгородского облисполкома.
В 1978—1983 годах — председатель исполкома Белгородского областного Совета,
в 1983—1991 годах — первый секретарь Белгородского обкома КПСС,
в 1990—1991 годах — председатель Белгородского областного Совета народных депутатов.
В 1991—1994 годах — проректор Белгородского сельскохозяйственного института.
С 1994 года — ректор Белгородской государственной сельскохозяйственной академии.
Член КПСС с 1957 года. Член ЦК КПСС в 1986—1991 годах. Депутат Совета Союза Верховного Совета СССР 11 созыва (1984—1989) от Белгородской области. Народный депутат СССР (1989—1991). Депутат Совета Федерации первого созыва (1993—1996). Член Комитета по аграрной политике.
В октябре 1997 года был избран депутатом областной Думы второго созыва.
20 января 2002 года умер от последствий автомобильной катастрофы.

## Награды и звания
- Указ Президента СССР — За большой личный вклад в обеспечение стабильных темпов роста производства сельскохозяйственной продукции присвоить председателю Белгородского областного Совета народных депутатов, первому секретарю обкома КПСС Пономарёву Алексею Филипповичу звание Героя Социалистического Труда с вручением ордена Ленина и золотой медали «Серп и Молот» (5 ноября 1990 года)[4].
- Награждён орденами Ленина, Октябрьской Революции, тремя орденами Трудового Красного Знамени, медалями.
- В 1998 году присвоено звание «Почётный гражданин Белгородского района» (за значительные научные, педагогические и производственные заслуги, личный вклад в развитие Белгородского района)[5].

## Память
- Именем Пономарёва названа улица и средняя школа в селе Красный Октябрь. Ему посвящена экспозиция в краеведческом музее Краснооктябрьской средней школы Белгородского района Белгородской области[6].